# Paracolpio
El paracolpio (del griego antiguo κόλπος kólpos 'vagina') hace referencia al tejido conjuntivo en el que se encuentra la vagina en la cavidad pélvica. Se trata de un engrosamiento de la fascia pélvica interna que abarca la vagina entre la vejiga y el recto (Diafragma pélvico). Si el paracolpio es débil, puede producirse un prolapso genital femenino. 